# Lamar Hunt U.S. Open Cup
La Lamar Hunt U.S. Open Cup, comúnmente conocida como la U.S. Open Cup (USOC), es una competición de fútbol de los Estados Unidos. El torneo es organizado por la Federación de Fútbol de los Estados Unidos (U.S. Soccer) y participan todos los clubes afiliados, profesionales, amateur y de la Major League Soccer.
Fue fundado en 1914 bajo el nombre de la National Challenge Cup —dicha denominación que se utilizó hasta 1989—, siendo el torneo de clubes de fútbol más antiguo de los Estados Unidos. En 1999, el título de la competición fue bautizado como la Lamar Hunt U.S. Open Cup, cuyo nombre se usa hasta el día de hoy.
Desde 2008, el campeón de la U.S. Open Cup clasifica directamente a la Liga de Campeones de la Concacaf, siendo el primero de ellos el vencedor de la edición 2007, New England Revolution.

## Historia
La competición se remonta desde 1914 bajo el nombre de la National Challenge Cup. En 1999, el nombre del torneo fue bautizado como la Lamar Hunt U.S. Open Cup en honor a una de las personas más importantes del fútbol estadounidense, Lamar Hunt.
Los ganadores del torneo fueron galardonados con la Copa Dewar o Dewar Cup y se dejó de entregarlo hasta los años 1990. Actualmente, el trofeo está de exhibición en la National Soccer Hall of Fame.
El primer campeón de la competición fue el Brooklyn Field Club en la edición de 1914. Los equipos más ganadores del torneo son, el Bethlehem Steel de Pensilvania y el Maccabi Los Angeles de California, ambos con 5 títulos.
Durante la era de la North American Soccer League, entre 1968 a 1984, ningún equipo de dicha liga jugó la U.S. Open Cup.
Desde el año 1996, los equipos de la Major League Soccer participan regularmente en este torneo, el primer campeón de un club de la MLS fue el D.C. United.
En agosto de 2020, la Federación de Fútbol de los Estados Unidos anunció la cancelación de la competición por primera vez en la historia debido a la pandemia del COVID-19.

## Formato de la competición
La U.S. Open Cup es un torneo de eliminación directa que se distribuye en 4 rondas previas, octavos de final, cuartos de final, semifinal y la final. Si el partido termina empatado, se jugarán 30 minutos de tiempo extra. Si el partido finaliza empatado después del tiempo extra, se definirá a través de los lanzamientos penales. La competición es jugada por 103 equipos de las diferentes divisiones del fútbol en Estados Unidos.
El campeón clasifica a la Liga de Campeones de la Concacaf.

## Campeones por edición
| Año         | Campeón                                                           | Subcampeón                                                        | Subcampeón                                                        |
| ----------- | ----------------------------------------------------------------- | ----------------------------------------------------------------- | ----------------------------------------------------------------- |
| 1914        | Brooklyn Field Club                                               | Brooklyn Celtic                                                   | Brooklyn Celtic                                                   |
| 1915        | Bethlehem Steel F. C.                                             | Brooklyn Celtic                                                   | Brooklyn Celtic                                                   |
| 1916        | Bethlehem Steel F. C.                                             | Fall River Rovers                                                 | Fall River Rovers                                                 |
| 1917        | Fall River Rovers                                                 | Bethlehem Steel F. C.                                             | Bethlehem Steel F. C.                                             |
| 1918        | Bethlehem Steel F. C.                                             | Fall River Rovers                                                 | Fall River Rovers                                                 |
| 1919        | Bethlehem Steel F. C.                                             | Paterson F. C.                                                    | Paterson F. C.                                                    |
| 1920        | Ben Millers                                                       | Fore River                                                        | Fore River                                                        |
| 1921        | Brooklyn Robins Dry Dock                                          | St. Louis Scullin Steel                                           | St. Louis Scullin Steel                                           |
| 1922        | St. Louis Scullin Steel                                           | Todd Shipyards                                                    | Todd Shipyards                                                    |
| 1923        | Paterson F. C.                                                    | St. Louis Scullin Steel                                           | St. Louis Scullin Steel                                           |
| 1924        | Fall River F. C.                                                  | St. Louis Vesper Buick                                            | St. Louis Vesper Buick                                            |
| 1925        | Shawsheen Indians                                                 | Chicago Canadian Club                                             | Chicago Canadian Club                                             |
| 1926        | Bethlehem Steel F. C.                                             | Ben Millers                                                       | Ben Millers                                                       |
| 1927        | Fall River F. C.                                                  | Holley Carburetor                                                 | Holley Carburetor                                                 |
| 1928        | New York Nationals                                                | Bricklayers and Masons                                            | Bricklayers and Masons                                            |
| 1929        | New York Hakoah                                                   | St. Louis Madison Kennel                                          | St. Louis Madison Kennel                                          |
| 1930        | Fall River F. C.                                                  | Cleveland Bruell Insurance                                        | Cleveland Bruell Insurance                                        |
| 1931        | Fall River F. C.                                                  | Bricklayers and Masons                                            | Bricklayers and Masons                                            |
| 1932        | New Bedford Whalers                                               | Stix, Baer and Fuller F. C.                                       | Stix, Baer and Fuller F. C.                                       |
| 1933        | Stix, Baer and Fuller F. C.                                       | New York Americans                                                | New York Americans                                                |
| 1934        | Stix, Baer and Fuller F. C.                                       | Pawtucket Rangers                                                 | Pawtucket Rangers                                                 |
| 1935        | Stix, Baer and Fuller F. C.                                       | Pawtucket Rangers                                                 | Pawtucket Rangers                                                 |
| 1936        | Uhrik Truckers                                                    | St. Louis Shamrocks                                               | St. Louis Shamrocks                                               |
| 1937        | New York Americans                                                | St. Louis Shamrocks                                               | St. Louis Shamrocks                                               |
| 1938        | Chicago Sparta                                                    | Brooklyn St. Mary's Celtic                                        | Brooklyn St. Mary's Celtic                                        |
| 1939        | Brooklyn St. Mary's Celtic                                        | Chicago Manhattan Beer                                            | Chicago Manhattan Beer                                            |
| 1940        | No hubo final, Baltimore y Chicago Sparta compartieron el título. | No hubo final, Baltimore y Chicago Sparta compartieron el título. | No hubo final, Baltimore y Chicago Sparta compartieron el título. |
| 1941        | Pawtucket                                                         | Detroit Chrysler                                                  | Detroit Chrysler                                                  |
| 1942        | Gallatin                                                          | Pawtucket                                                         | Pawtucket                                                         |
| 1943        | Brooklyn Hispano                                                  | Morgan-Strasser                                                   | Morgan-Strasser                                                   |
| 1944        | Brooklyn Hispano                                                  | Morgan-Strasser                                                   | Morgan-Strasser                                                   |
| 1945        | Brookhattan                                                       | Cleveland Americans                                               | Cleveland Americans                                               |
| 1946        | Chicago Viking                                                    | Ponta Delgada S. C.                                               | Ponta Delgada S. C.                                               |
| 1947        | Ponta Delgada S. C.                                               | Chicago Sparta                                                    | Chicago Sparta                                                    |
| 1948        | St. Louis Simpkins-Ford                                           | Brookhattan                                                       | Brookhattan                                                       |
| 1949        | Morgan-Strasser                                                   | Ukrainian Nationals                                               | Ukrainian Nationals                                               |
| 1950        | St. Louis Simpkins-Ford                                           | Ponta Delgada S. C.                                               | Ponta Delgada S. C.                                               |
| 1951        | New York Hungaria                                                 | Pittsburgh Heidelberg                                             | Pittsburgh Heidelberg                                             |
| 1952        | Harmarville Hurricanes                                            | Philadelphia Nationals                                            | Philadelphia Nationals                                            |
| 1953        | Falcons                                                           | Harmarville Hurricanes                                            | Harmarville Hurricanes                                            |
| 1954        | New York Americans                                                | St. Louis Kutis S. C.                                             | St. Louis Kutis S. C.                                             |
| 1955        | Eintracht                                                         | Los Angeles Danish Americans                                      | Los Angeles Danish Americans                                      |
| 1956        | Harmarville Hurricanes                                            | Chicago Schwaben                                                  | Chicago Schwaben                                                  |
| 1957        | St. Louis Kutis S. C.                                             | New York Hakoah                                                   | New York Hakoah                                                   |
| 1958        | Los Angeles Kickers                                               | Baltimore Pompei                                                  | Baltimore Pompei                                                  |
| 1959        | McIlvane Canvasbacks                                              | Fall River F. C.                                                  | Fall River F. C.                                                  |
| 1960        | Philadelphia Ukrainians                                           | Los Angeles Kickers                                               | Los Angeles Kickers                                               |
| 1961        | Philadelphia Ukrainians                                           | Los Angeles Scots                                                 | Los Angeles Scots                                                 |
| 1962        | New York Hungaria                                                 | San Francisco Scots                                               | San Francisco Scots                                               |
| 1963        | Philadelphia Ukrainians                                           | Los Angeles Armenian                                              | Los Angeles Armenian                                              |
| 1964        | Los Angeles Kickers                                               | Philadelphia Ukrainians                                           | Philadelphia Ukrainians                                           |
| 1965        | New York Ukrainians                                               | Chicago Hansa                                                     | Chicago Hansa                                                     |
| 1966        | Philadelphia Ukrainians                                           | Orange County F.C.                                                | Orange County F.C.                                                |
| 1967        | Greek American A. A.                                              | Orange County F.C.                                                | Orange County F.C.                                                |
| 1968        | Greek American A. A.                                              | Chicago Olympic                                                   | Chicago Olympic                                                   |
| 1969        | Greek American A. A.                                              | Montabello Armenians                                              | Montabello Armenians                                              |
| 1970        | Elizabeth S. C.                                                   | Los Angeles Croatia                                               | Los Angeles Croatia                                               |
| 1971        | Hota                                                              | San Pedro Yugoslavs                                               | San Pedro Yugoslavs                                               |
| 1972        | Elizabeth S. C.                                                   | San Pedro Yugoslavs                                               | San Pedro Yugoslavs                                               |
| 1973        | Maccabi Los Angeles                                               | Cleveland Internationals                                          | Cleveland Internationals                                          |
| 1974        | Greek American A. A.                                              | Chicago Croatian                                                  | Chicago Croatian                                                  |
| 1975        | Maccabi Los Angeles                                               | New York Inter-Giuliana                                           | New York Inter-Giuliana                                           |
| 1976        | San Francisco                                                     | New York Inter-Giuliana                                           | New York Inter-Giuliana                                           |
| 1977        | Maccabi Los Angeles                                               | Philadelphia United German-Hungarian                              | Philadelphia United German-Hungarian                              |
| 1978        | Maccabi Los Angeles                                               | Bridgeport Vasco de Gama                                          | Bridgeport Vasco de Gama                                          |
| 1979        | Brooklyn Italians                                                 | Chicago Croatian                                                  | Chicago Croatian                                                  |
| 1980        | New York Pancyprian-Freedoms                                      | Maccabi Los Angeles                                               | Maccabi Los Angeles                                               |
| 1981        | Maccabi Los Angeles                                               | Brooklyn Italians                                                 | Brooklyn Italians                                                 |
| 1982        | New York Pancyprian-Freedoms                                      | Maccabi Los Angeles                                               | Maccabi Los Angeles                                               |
| 1983        | New York Pancyprian-Freedoms                                      | St. Louis Kutis S. C.                                             | St. Louis Kutis S. C.                                             |
| 1984        | Krete                                                             | Chicago Croatian                                                  | Chicago Croatian                                                  |
| 1985        | Greek-American A. C.                                              | St. Louis Kutis S. C.                                             | St. Louis Kutis S. C.                                             |
| 1986        | St. Louis Kutis S. C.                                             | San Pedro Yugoslavs                                               | San Pedro Yugoslavs                                               |
| 1987        | C. D. España                                                      | Seattle Eagles                                                    | Seattle Eagles                                                    |
| 1988        | St. Louis Busch Seniors                                           | Greek-American A. C.                                              | Greek-American A. C.                                              |
| 1989        | St. Petersburg Kickers                                            | Greek American A. A.                                              | Greek American A. A.                                              |
| 1990        | A. A. C. Eagles                                                   | Brooklyn Italians                                                 | Brooklyn Italians                                                 |
| 1991        | Brooklyn Italians                                                 | Richardson Rockets                                                | Richardson Rockets                                                |
| 1992        | San Jose Oaks                                                     | Bridgeport Vasco de Gama                                          | Bridgeport Vasco de Gama                                          |
| 1993        | C. D. México                                                      | Philadelphia United German-Hungarians                             | Philadelphia United German-Hungarians                             |
| 1994        | Greek-American A. C.                                              | Bavarian Leinenkugel                                              | Bavarian Leinenkugel                                              |
| Era Moderna |                                                                   |                                                                   |                                                                   |
| Año         | Campeón                                                           | Resultado                                                         | Subcampeón                                                        |
| 1995        | Richmond Kickers                                                  | 1:1 (4:2 p.)                                                      | El Paso Patriots                                                  |
| 1996        | D. C. United                                                      | 3:0                                                               | Rochester Raging Rhinos                                           |
| 1997        | Dallas Burn                                                       | 0:0 (5:3 p.)                                                      | D. C. United                                                      |
| 1998        | Chicago Fire                                                      | 2:1 (pró.)                                                        | Columbus Crew                                                     |
| 1999        | Rochester Raging Rhinos                                           | 2:0                                                               | Colorado Rapids                                                   |
| 2000        | Chicago Fire                                                      | 2:1                                                               | Miami Fusion F. C.                                                |
| 2001        | Los Angeles Galaxy                                                | 2:1 (pró.)                                                        | New England Revolution                                            |
| 2002        | Columbus Crew                                                     | 1:0                                                               | Los Angeles Galaxy                                                |
| 2003        | Chicago Fire                                                      | 1:0                                                               | MetroStars                                                        |
| 2004        | Kansas City Wizards                                               | 1:0 (pró.)                                                        | Chicago Fire                                                      |
| 2005        | Los Angeles Galaxy                                                | 1:0                                                               | F. C. Dallas                                                      |
| 2006        | Chicago Fire                                                      | 3:1                                                               | Los Angeles Galaxy                                                |
| 2007        | New England Revolution                                            | 3:2                                                               | F. C. Dallas                                                      |
| 2008        | D. C. United                                                      | 2:1                                                               | Charleston Battery                                                |
| 2009        | Seattle Sounders F. C.                                            | 2:1                                                               | D. C. United                                                      |
| 2010        | Seattle Sounders F. C.                                            | 2:1                                                               | Columbus Crew                                                     |
| 2011        | Seattle Sounders F. C.                                            | 2:0                                                               | Chicago Fire                                                      |
| 2012        | Sporting Kansas City                                              | 1:1 (3:2 p.)                                                      | Seattle Sounders F. C.                                            |
| 2013        | D. C. United                                                      | 1:0                                                               | Real Salt Lake                                                    |
| 2014        | Seattle Sounders F. C.                                            | 3:1 (pró.)                                                        | Philadelphia Union                                                |
| 2015        | Sporting Kansas City                                              | 1:1 (7:6 p.)                                                      | Philadelphia Union                                                |
| 2016        | F. C. Dallas                                                      | 4:2                                                               | New England Revolution                                            |
| 2017        | Sporting Kansas City                                              | 2:1                                                               | New York Red Bulls                                                |
| 2018        | Houston Dynamo F. C.                                              | 3:0                                                               | Philadelphia Union                                                |
| 2019        | Atlanta United F. C.                                              | 2:1                                                               | Minnesota United F. C.                                            |
| 2020        | Ediciones canceladas debido a la pandemia de COVID-19.            | Ediciones canceladas debido a la pandemia de COVID-19.            | Ediciones canceladas debido a la pandemia de COVID-19.            |
| 2021        | Ediciones canceladas debido a la pandemia de COVID-19.            | Ediciones canceladas debido a la pandemia de COVID-19.            | Ediciones canceladas debido a la pandemia de COVID-19.            |
| 2022        | Orlando City S. C.                                                | 3:0                                                               | Sacramento Republic F. C.                                         |
| 2023        | Houston Dynamo F. C.                                              | 2:1                                                               | Inter de Miami                                                    |
| 2024        | Los Angeles F. C.                                                 | 3:1 (pró.)                                                        | Sporting Kansas City                                              |

## Palmarés

### Títulos por club

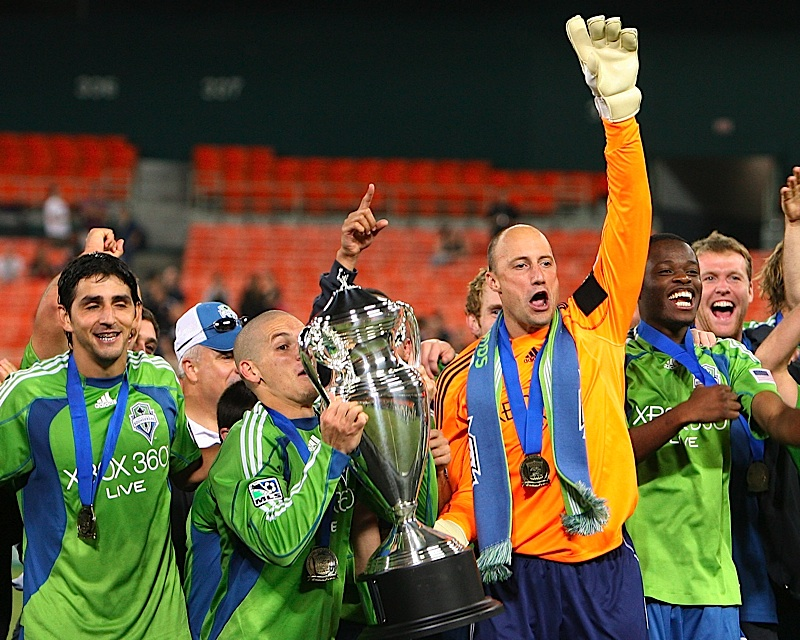
Seattle Sounders FC alzando su primera U.S. Open Cup en 2009.

Solamente se contabiliza a los equipos que hayan ganado tres títulos o más.
| Equipo                       | Campeón | Subcampeón | Años campeón                 |
| ---------------------------- | ------- | ---------- | ---------------------------- |
| Maccabi Los Angeles          | 5       | 2          | 1973, 1975, 1977, 1978, 1981 |
| Bethlehem Steel F. C.        | 5       | 1          | 1915, 1916, 1918, 1919, 1926 |
| Chicago Fire                 | 4       | 2          | 1998, 2000, 2003, 2006       |
| Seattle Sounders F. C.       | 4       | 1          | 2009, 2010, 2011, 2014       |
| Greek American A. A.         | 4       | 1          | 1967, 1968, 1969, 1974       |
| Philadelphia Ukrainians      | 4       | 1          | 1960, 1961, 1963, 1966       |
| Sporting Kansas City         | 4       | 0          | 2004, 2012, 2015, 2017       |
| Fall River F. C.             | 4       | 0          | 1924, 1927, 1930, 1931       |
| Stix, Baer and Fuller F. C.  | 3       | 3          | 1933, 1934, 1935             |
| D. C. United                 | 3       | 2          | 1996, 2008, 2013             |
| New York Pancyprian-Freedoms | 3       | 0          | 1979, 1980, 1982             |